# Васильевская улица (Москва)
Васи́льевская у́лица — улица в центре Москвы в Пресненском и Тверском районах между улицей Красина и 1-й Тверской-Ямской улицей.

## Происхождение названия
Улица известна с конца XVIII века как Глазовский переулок по землевладельцу В. М. Глазову, которому принадлежал и знаменитый Глазовский трактир. С начала XIX века — Васильевская улица — по церкви Василия Кесарийского (известна с XVI века, разрушена в 1935 году).

## Описание
Васильевская улица начинается от перекрёстка улицы Красина и Тишинской площади, проходит на северо-восток, пересекает 2-ю и 1-ю Брестские улицы и заканчивается на 1-й Тверской-Ямской улице напротив улицы Чаянова.

## Примечательные здания и сооружения
По нечётной стороне:

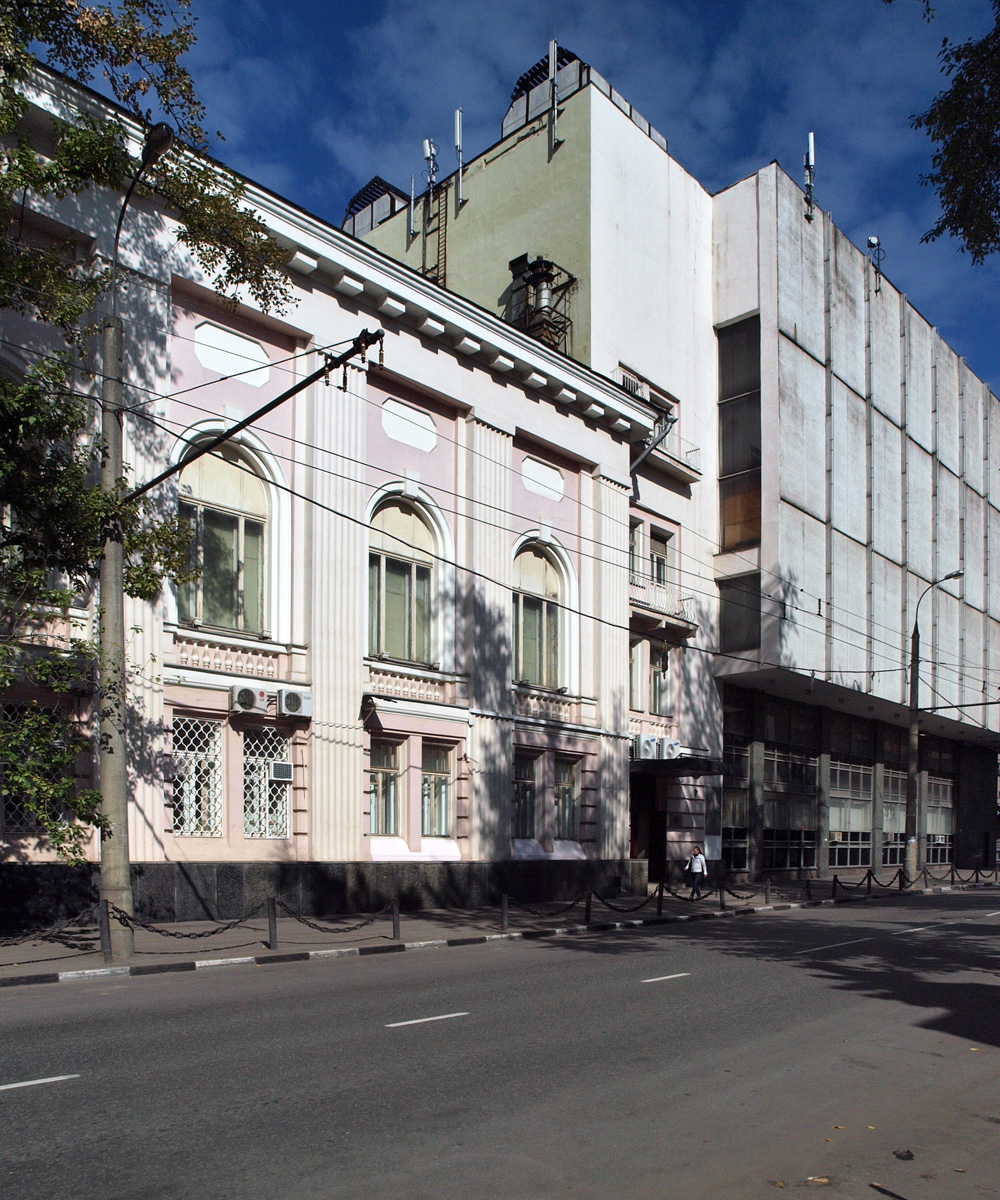
Дом кино Союза кинематографистов России.

- № 3 — Департамент государственной защиты имущества МВД России, Центр охраны объектов высших органов государственной властиr;
- № 7 — жилой дом. Здесь жил актёр Н. Н. Ерёменко (младший)[1], кинорежиссёр Марлен Хуциев, актриса Татьяна Самойлова.
- № 13 — Народный дом (архитектор В. К. Сероцинский), сейчас — Союз кинематографистов Российской Федерации; Дом кино Союза кинематографистов России; Московский союз кинематографистов; некоммерческий кинематографический фонд «Кинофонд»; Московский драматический театр «Триединство»;

По чётной стороне:
- № 2, строение 2 — продюсерская компания «Фора-Фильм-М»;
- № 4 — Русско-баварский университет.